# Acht große Familiennamen des chinesischen Altertums
Die acht großen Familiennamen des chinesischen Altertums waren die wichtigsten Nachnamen im Altertum Chinas. Sie leiten sich alle von chinesischen Stammesnamen ab. Während des frühesten chinesischen Altertums war die Gesellschaft matriarchalisch organisiert, weswegen alle acht Nachnamen das Schriftzeichen für Frau (女) beinhalten.
Nur noch wenige dieser Familiennamen sind geläufig, eine Ausnahme bilden die Nachnamen Yao und Jiang.
Die acht Nachnamen sind:
| Nachname | Langzeichen | Kurzzeichen | Pinyin | Jyutping | Pe̍h-ōe-jī |
| -------- | ----------- | ----------- | ------ | -------- | --------- |
| Jiang    | 姜          | 姜          | jiāng  | goeng1   | khiong    |
| Ji       | 姬          | 姬          | jī     | gei1     | ki        |
| Yao      | 姚          | 姚          | yáo    | jiu4     | iâu       |
| Ying     | 嬴          | 嬴          | yíng   | jing4    | iân       |
| Si       | 姒          | 姒          | sì     | ci5      | sāi       |
| Yun      | 妘          | 妘          | yún    | wan4     | N/A       |
| Ren a)   | 妊          | 妊          | rèn    | jam4     | N/A       |
| Gui      | 媯          | 妫          | guī    | gwai1    | N/A       |

__
Fußnote

## Bekannte Namensträger
- 妊 Ren, Nachname des mythischen Kaisers Fu Xi, sowie der Herrscherfamilie des Xue-Staates
- 姜 Jiang, Nachname des mythischen Kaisers Shennong, Jiang Chunyun, Jiang Wen, Ted Chiang, David Chiang
- 姬 Ji, Herrscherfamilien vieler antiker Staaten, unter anderem der Staaten Jin, Wu, Yan,  Lu
- 姚 Yao, Yao Ming, Yao Chen, Yao Jie, Yao Tongbin, Yao Wenyuan
- 姒 Si, Nachname des mythischen Figur Yu der Große
- 姞 Jie, während der Zhou-Dynastie die Herrscherfamilie der Staaten Fu (偪國) und Südliches Yan (南燕國), sowie Nachname der Mutter von König Zheng Mu (鄭穆公)

__
Fußnote
- Obige Schriftzeichen alle als Langzeichen.